# Instytucje rynku pracy
Instytucje rynku pracy – instytucje realizujące zadania na rzecz promocji zatrudnienia i przeciwdziałania bezrobociu, tj. publiczne służby zatrudnienia (Urzędy pracy), Ochotnicze Hufce Pracy, agencje zatrudnienia, instytucje szkoleniowe, instytucje dialogu społecznego oraz instytucje partnerstwa lokalnego.